# Maud Kristen
 (juillet 2008).
Pour les articles homonymes, voir Kristen.
Maud Kristen – pseudonyme – (née en 1964) est une voyante et un sujet psi. Médiatisée depuis 1987 après un passage remarqué à l'émission Les Dossiers de l'écran d'Armand Jammot puis en raison de démonstrations publiques de précognition et d'expériences en parapsychologie. Elle milite pour une reconnaissance et une étude sérieuse des phénomènes parapsychiques par la communauté scientifique. Elle participe à des expériences et à des conférences organisées par l'Institut métapsychique international (IMI) et par l'Institut de recherche sur les expériences extraordinaires (INREES). Elle vit actuellement à Colonia Del Sacremento en Uruguay.

## Biographie
Selon sa propre biographie, en 1987, Maud Kristen quitte son travail de responsable de développement chez Médiagestion dans le but de se consacrer entièrement à la littérature. Afin de subvenir à ses besoins, elle se met, suivant les conseils d'une amie, à exercer à temps partiel la profession de voyante. Devant le succès qu'elle rencontre rapidement, elle décide de s'y consacrer pleinement.
Maud Kristen fonde en 1987 avec Chantal Hurteau Mignon, une association nommée Delta Blanc dont l'objectif est de regrouper des praticiens des arts divinatoires autour de quelques principes éthiques dans le but de contrer les dérives de la profession. Confrontée au scepticisme des scientifiques à l'encontre de la voyance, elle décide donc de se consacrer à la reconnaissance des phénomènes de précognition. L'association Delta Blanc a disparu en France, mais perdure en Belgique par le biais d'une autre voyante, Esméralda Bernard.
Dans son premier ouvrage publié en 1990, Pour en finir avec madame Irma, Maud Kristen fait le point sur la situation de la voyance en France qu'elle dit écartelée entre l'exploitation mercantile de la naïveté de certains consultants et le scepticisme raisonné des scientifiques qui mettent en doute à juste titre l'existence des phénomènes parapsychiques (cf. David Hume).
Elle apparaît alors dans des émissions télévisées, Mystères et Normal, Paranormal. En 2002, elle se prête à des expériences de clairvoyance conduites en laboratoire par des chercheurs en parapsychologie. Le film réalisé par Marie Monique Robin intitulé : 6e sens, la Science face au Paranormal, retrace le déroulement et le compte rendu de ces expériences. En 2009, Maud Kristen  fut invitée à participer à La soirée de l'étrange sur TF1. En 2010, elle apparaît, avec certains de ses élèves, dans une des Enquêtes extraordinaires sur M6.
En 2004, Maud Kristen a rencontré Thubten Ngodup, l'Oracle de Nechung, en Inde, lors d’un pèlerinage à Rewalsar, et à Dharamsala, où elle rencontre aussi Garje Khamtrul Jamyang Dhondup. Elle décrit ces rencontres dans son livre Ma vie et l'invisible ; deux films décrivent leurs échanges.
Certaines expériences de clairvoyance ou de précognition menées avec  Maud Kristen en tant que sujet psi ont été  analysées et commentées par des chercheurs dans leurs ouvrages. C’est le cas de Marcel Odier en 2007 d’Yves Lignon  en 2009 et de Bertrand Méheust en 2011
Maud Kristen, depuis 2000, participe à des colloques ou conférences universitaires.
Elle fut notamment l’invitée de Tobie Nathan et Isabelle Stengers au château de Cerisy durant le colloque « Guerre et Paix » en 2000, de Silvia Mancini du département d’histoire comparée des religions de Lausanne en 2007, d’Albert Piette, d’Emmanuel Grimaud et de Denis Vidal au colloque du quai Branly pour une rencontre consacrée aux implications anthropologiques de la distraction.
Maud Kristen a également participé au colloque international sur les mythes organisé par l’unité de recherche CNRS  "psychanalyse et sciences sociales" – Université de Picardie (Amiens) et de Paris 7, pour tenter d’analyser les relations complexes de la voyance et des médias. Sa contribution est parue en 2004 au sein d’un ouvrage qui regroupe les diverses contributions présentées lors des tables rondes «Voyance et divination» et «chamanisme» du Colloque.
Maud Kristen a également été l’inspiratrice de Où et Quand : Berck, Lourdes, Nulle part, une œuvre de Sophie Calle dans laquelle l’artiste met en scène sa rencontre avec la voyante et lui pose des questions sur son futur afin de la prendre de vitesse. Ces œuvres ont été exposées à la Galerie Perrotin en 2008, à Bruxelles 2009 à Séoul en mai 2014 et ont donné naissance à trois livres :
"Où et Quand, Berk, Octobre 2008",
"Où et Quand, Lourdes, Juin 2009",
"Où et Quand, Nulle part, octobre 2009".
En tant qu’habituée des prédictions, elle a été l’invitée de l’association Dingdongdong     l’institut de coproduction de savoir sur la maladie de Huntington.  La lettre de Maud Kristen au Dr Marboeuf   compare les effets d’un verdict médical ou divinatoire défavorable tout en proposant d’en limiter les conséquences. Cette lettre a été reprise dans le spectacle d’Émilie Hermant et d’Anne Collod  « Bons baisers de Huntingtonland »* en 2016. 
En mars 2016, elle fonde l’École Maud Kristen . À l’occasion de la publication de résultats dans le magazine Inexploré   elle y avance que nous sommes tous potentiellement extrasensibles : Inexploré No 33, page 56 et 57, décembre 2016

## Controverse
Elle déclare que si elle était malhonnête elle consulterait sur Internet et vivrait aux Seychelles. Il s'avère qu'en 2013, Maud Kristen a quitté Paris pour l’Amérique latine et ne consulte plus en cabinet mais uniquement sur Internet, via Skype.

Réponse à la controverse : Dans l'émission citée, Maud Kristen n’évoque pas comme malhonnête un départ à l’étranger pour continuer d’y exercer, mais cite les Seychelles comme le lieu choisi (à moins qu’il ne s'agisse d’une métaphore) si elle était devenue rentière en exploitant les possibilités commerciales qui s’offraient à elle pour cesser de travailler en profitant malhonnêtement de sa notoriété. À 3 min 50 : 

« Je ne fais rien par téléphone, rien par Minitel, j’ai jamais fait la moindre consultation par Internet, j’ai jamais vendu de médaille miraculeuse (…) tant qu’à être un escroc, ça fait 20 ans que je suis connue, ça fait bien longtemps que j’aurais acheté des 4eme de couverture dans des journaux télévisuels, j’aurais vendu des médailles miraculeuses et je serais tranquillement installée aux Seychelles. (...) Il faudrait être très con à 43 ans [si elle n'était pas honnête] pour continuer à travailler alors qu’on pourrait tranquillement vendre des porte-bonheur, des objets pour éveiller le désir amoureux d’un partenaire disparu, enfin bref, rentrer dans le truc classique du voyant médiatisé qui a envie de gagner un peu d’argent… »

— Radio ici & maintenant, 2007
. 
Maud Kristen explique qu’elle n’est pas opposée aux consultations à distance quand elles remplissent certains critères : être une décision réfléchie de la part du consultant et ne pas comporter d’ambiguïté sur l’identité du voyant : 

« D'abord on ne comprend pas très bien pourquoi je suis si opposée aux consultations indirectes par Minitel et par téléphone. D'un côté je sais qu'en tenant un fragment de photo non identifiés, il est possible de raconter en détail la vie d'un homme décédé dix ans plus tôt à dix mille kilomètres, et voilà que je m'acharne à exiger un contact physique, un rendez-vous bien matériel. (…) Le fait de consulter un voyant (surtout s'il est performant) est une décision grave à laquelle il faut tout de même réfléchir à deux fois. C'est beaucoup plus long que de composer un numéro de téléphone.
Or avant même toute considération sur l'identité du médium et sur ses capacités, en dehors de toute idée "d'arnaque" la relation du type fast food est dangereuse pour le voyant comme pour le consultant. Le premier y perd son crédit, le second y prend des risques inconsidérés.
Bien sûr il y a d'excellents voyants qui, pour des raisons d'éloignement, ont l'habitude de travailler ainsi. »

— Fille des étoiles, 1999, Edition J'ai lu, page 223

### Ouvrages de Maud Kristen
- Pour en finir avec madame Irma, Calmann-Lévy, octobre 1990
- L'Astro des tout-petits, TF1 Éditions, février 1996
- La pratique des arts divinatoires, TF1 Éditions, mars 1996
- Fille des étoiles, J'ai lu, janvier 1999
- Le Tarot de l'Éden (jeu de tarot), dessiné par Alika Lindbergh, Éditions Urania, 2005
- Ma vie et l'invisible, Presses du châtelet, avril 2007 ; J'ai lu, avril 2008
- Développez votre sixième sens par le Yi Jing, Presse du Châtelet, février 2011, (J'ai lu, octobre 2011)